# ナズ
ナズ（Nas、本名：Nasir bin Olu Dara Jones、1973年9月14日 - ）は、アメリカ合衆国のヒップホップMC・作詞家・音楽プロデューサー・俳優である。元妻はR&B歌手のケリス（2005年 - 2009年）。

## 来歴
リリックの題材は、麻薬の売買やギャングスタの生活を題材としたギャングスタ・ラップから、ゲットーの現実や、そこから抜け出そうというポジティブなメッセージ、世界情勢などを題材にしたコンシャス・ラップまで幅広い。デビュー・アルバム『イルマティック』は極めて高い評価を得ており、クラシック（時代を選ばず、誰もが名作と呼べる作品）と称されている。曲中に銃声や放送禁止用語が多いため、ペアレンタル・アドバイザリー指定になっている作品が多く、ナズ自身の言動自体もよく物議を醸している。
ニューヨーク市のブルックリン区に生まれ、クイーンズ区の南西部、ロング・アイランド・シティ地区に位置するクイーンズブリッジ団地で育つ。父はジャズ・ミュージシャンのオル・ダラ（Olu Dara）である。。弟もヒップホップMCであり、ブレイヴハーツ（Bravehearts）というヒップホップ・ユニットで、ジャングルという芸名で活動している。また、1994年頃に生まれた娘、ディスティニー（Destiny）がいる。この子はNanaと呼ばれていて、ナズの作品の歌詞で時折出てくる。彼女は5枚目のアルバム『スティルマティック』のエグゼクティブ・プロデューサーとなっていて、『ストリーツ・ディサイプル』（2004年）では彼女に捧げた曲が収録されている。
ナズは学校を8年生で退学し、そのころからドラッグの売人となる。退学をしてもナズは勉強を続け、クルアーンや聖書、5%ネイション(en: Five-Percent Nation)の教書を熟読する。幼いころのナズは、漫画家になるか、父のように楽器奏者になろうと思っていたが、ヒップホップに親しんでラップも早い時期から始めていた。
ナズのラップがレコード上に登場したのは1991年、ヒップホップグループ、メイン・ソース（Main Source）の曲、「ライヴ・アト・ザ・BBQ」においてである。この時の第一声が"street's disciple"であった。16歳にしてすでに枯れて趣のある声、ラキムに影響を受けたフロウと詩性を感じさせる歌詞が話題となる。その後サード・ベースへの客演などを経てファースト・アルバム『イルマティック』をリリース。当代随一のリリシストであるナズのラップに加えて、ラージ・プロフェッサー（Large Professor）、ピート・ロック、DJ・プレミア、Qティップ（Q-Tip）ら当時のニューヨークのトップ・プロデューサーがこぞって参加した本作は多くのヒップホップ雑誌から高い評価を受けた。また、本作自体はセールス面で振るわなかった（2年間で50万枚）が、当時のいわゆる「西高東低」の（東海岸ラッパーよりも西海岸ラッパーのほうが人気があった）情勢に一矢を報い、同郷クイーンズのラッパー達（同世代のモブ・ディープ、1世代上のトラジェディ・カダフィなど）が人気を得るための布石となった。この作品には実父オル・ダラも参加している。

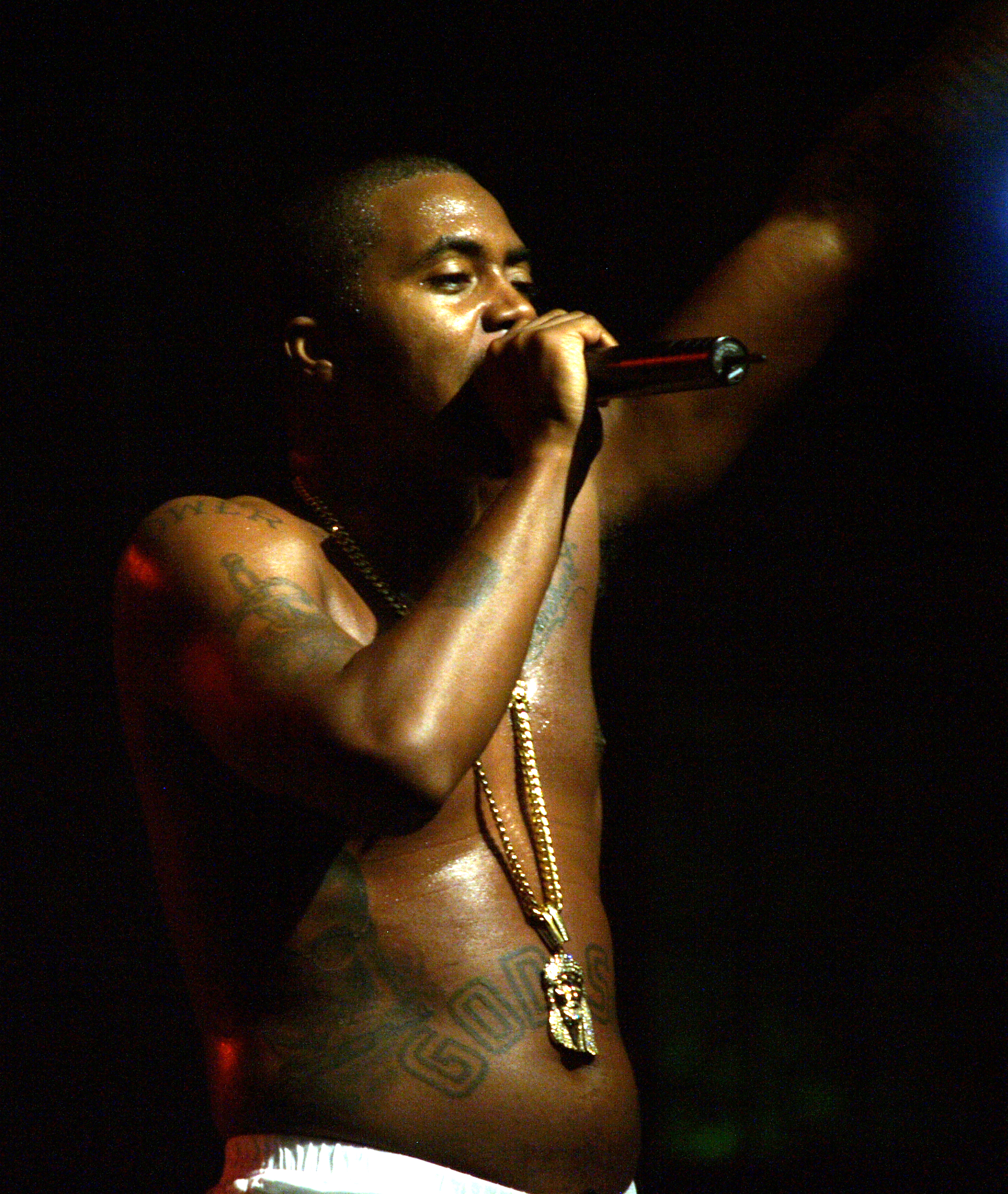
Nas 2007年

その後1996年にはトラックマスターズ（Trackmasters Entertainment）、ドクター・ドレーらを製作陣に新たに迎え、前作と比べR&Bテイストも増した2ndアルバム、『イット・ワズ・リトゥン』をリリース、全米チャート初登場1位を記録し、瞬く間に300万枚を売り上げることとなるが、本人も後に失敗だったと述懐している。このアルバムは2パックがマキャヴェリとして出した生前の最終作品でディスされている。また、この年には、自身が師として尊崇していたクール・G・ラップ（Kool G Rap）のソロ名義でのファーストアルバム『4 5 6』収録から先行カットされた「Fast Life」でコラボレートが実現している。この曲はサーフィスの「Happy」をサンプリングしていてヒットしている。

その後1997年には、『イット・ワズ・リトゥン』で初共演となったドクター・ドレーがメインプロデューサーとなるザ・ファーム（The Firm）をAZ、フォクシー・ブラウン、コーメガらと結成し、『ザ・ファーム:ザ・アルバム』をリリースするが、大ヒットとはならず。また、メンバー内でもいざこざが起きて（特にナズとコーメガの対立が酷く、コーメガは結成後程なくして脱退。後釜としてナズが連れてきたネイチャーが加入したが、彼も後年ナズと対立している）自然消滅となった。コーメガとはその後もお互いにディストラックを発表し非難の応酬を続ける険悪な仲になったが、その後2005年に和解。以降はナズのライブにフォクシー・ブラウンと共に飛び入り参加するなど2009年現在では以前より友好的な関係となっている。

## 名前の読み方について

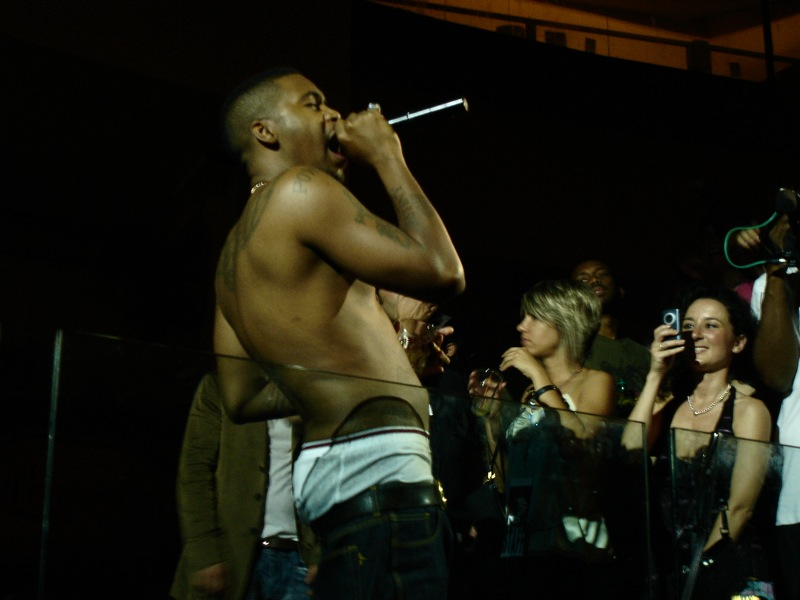
コンサートで熱唱するナズ（2007年）

当初、日本ではNasを「ナス」と読ませるのが長らく通常であったが、2001年頃から「ナズ」と濁って読ませる場合が出始め、しばらくはナス読みとナズ読みが混在していたが、2008年頃からナズと読ませる方向で定着するようになった。
また、韻の踏み方や言葉選びに強いこだわりを持つ彼自身がナスティ・ナス、ナス・エスコヴァル等の韻を踏んだ変名を名乗っており、発音的にはナスが近い。
発音記号は(/nɑːz/)

## ディスコグラフィ

### アルバム
| 年                                        | タイトル           | アルバム詳細 | チャート最高位 | チャート最高位 | チャート最高位 | チャート最高位 | チャート最高位 | チャート最高位 | チャート最高位 | チャート最高位 | チャート最高位 | 認定                                                             |
| 年                                        | タイトル           | アルバム詳細 | US             | AUS            | CAN            | FRA            | GER            | NLD            | NOR            | SWI            | UK             | 認定                                                             |
| ----------------------------------------- | ------------------ | --- | -------------- | -------------- | -------------- | -------------- | -------------- | -------------- | -------------- | -------------- | -------------- | ---------------------------------------------------------------- |
| 1994                                      | Illmatic           | - 発売日: 1994年4月19日 - レーベル: Columbia - フォーマット: CD, LP, cassette, digital download - 全米売上: 165.4万枚            | 12             | —              | 52             | —              | —              | —              | —              | —              | 57             | - US: 2× プラチナ - CAN: ゴールド - UK: ゴールド                 |
| 1996                                      | It Was Written     | - 発売日: 1996年7月2日 - レーベル: Columbia - フォーマット: CD, LP, cassette, digital download - 全米売上: 532.1万枚             | 1              | —              | 8              | 7              | 16             | 16             | 10             | 25             | 38             | - US: 3× プラチナ - CAN: プラチナ - UK: ゴールド - FRA: ゴールド |
| 1999                                      | I Am…              | - 発売日: 1999年4月6日 - レーベル: Columbia - フォーマット: CD, LP, cassette, digital download - 全米売上: 337.5万枚             | 1              | 77             | 2              | 23             | 16             | 61             | 34             | 38             | 31             | - US: 2× プラチナ - CAN: プラチナ - UK: ゴールド                 |
| 1999                                      | Nastradamus        | - 発売日: 1999年11月23日 - レーベル: Ill Will, Columbia - フォーマット: CD, LP, cassette, digital download - 全米売上: 126.2万枚 | 7              | —              | 27             | —              | 45             | 90             | —              | 92             | 90             | - US: プラチナ - CAN: ゴールド - UK: シルバー                    |
| 2001                                      | Stillmatic         | - 発売日: 2001年12月18日 - レーベル: Ill Will, Columbia - フォーマット: CD, LP, cassette, digital download - 全米売上: 217.9万枚 | 5              | 54             | —              | 124            | 64             | 40             | —              | 56             | 92             | - US: 2 ×プラチナ - CAN: ゴールド - UK: ゴールド                 |
| 2002                                      | God's Son          | - 発売日: 2002年12月13日 - レーベル: Ill Will, Columbia - フォーマット: CD, LP, cassette, digital download - 全米売上: 136.2万枚 | 12             | 57             | —              | 46             | 89             | 42             | —              | 56             | 57             | - US: プラチナ - CAN: ゴールド - UK: ゴールド                    |
| 2004                                      | Street's Disciple  | - 発売日: 2004年11月30日 - レーベル: Ill Will, Columbia - フォーマット: CD, LP, digital download - 全米売上: 100万枚             | 5              | —              | —              | 54             | —              | 82             | 40             | 27             | 45             | - US: プラチナ - CAN: ゴールド - UK: シルバー                    |
| 2006                                      | Hip Hop Is Dead    | - 発売日: 2006年12月19日 - レーベル: Def Jam - フォーマット: CD, LP, digital download - 全米売上: 141.3万枚                      | 1              | 50             | —              | 89             | —              | 95             | —              | 22             | 68             | - US: ゴールド - UK: シルバー                                    |
| 2008                                      | Untitled           | - 発売日: 2008年7月15日 - レーベル: Def Jam - フォーマット: CD, LP, digital download - 全米売上: 89.5万枚                        | 1              | 55             | 5              | 45             | —              | —              | 31             | 10             | 23             | - US: ゴールド                                                   |
| 2012                                      | Life Is Good       | - 発売日: 2012年7月17日 - レーベル: Def Jam - フォーマット: CD, LP, digital download - 全米売上: 77.5万枚                        | 1              | 27             | 2              | 33             | 24             | 27             | 16             | 8              | 8              | - US: ゴールド                                                   |
| 2018                                      | Nasir              | - 発売日: 2018年6月15日 - レーベル: Mass Appeal, Def Jam - フォーマット: CD, LP, Cassette, digital download - 全米売上: 4.9万枚  | 5              | 54             | 8              | —              | 59             | 13             | 16             | 12             | 16             |                                                                  |
| 2020                                      | King's Disease     | - 発売日: 2020年8月21日 - レーベル: Mass Appeal - フォーマット: CD, LP, Cassette, digital download                               | 5              | 58             | 12             | —              | —              | 52             | —              | 16             | 24             |                                                                  |
| 2021                                      | King's Disease II  | - 発売日: 2021年8月5日 - レーベル: Mass Appeal - フォーマット: CD, LP, Cassette, digital download                                | 3              | 28             | 9              | —              | 52             | 18             | 40             | 6              | 20             |                                                                  |
| 2021                                      | Magic              | |                |                |                |                |                |                |                |                |                |                                                                  |
| 2022                                      | King's Disease III | |                |                |                |                |                |                |                |                |                |                                                                  |
| 2023                                      | Magic 2            | |                |                |                |                |                |                |                |                |                |                                                                  |
| 2023                                      | Magic 3            | |                |                |                |                |                |                |                |                |                |                                                                  |
| "—"は未発売またはチャート圏外を意味する。 |                    | |                |                |                |                |                |                |                |                |                |                                                                  |

### DVD
- ヴィデオ・アンソロジー・ボリューム1 - Video Anthology Vol. 1 （2004年）

## 主な出演作品

### 映画
| 公開年 | 邦題 原題                        | 役名                 | 備考         |
| ------ | -------------------------------- | -------------------- | ------------ |
| 2001   | 沈黙のテロリスト Ticker          | ファジー             |              |
| 2018   | モンスター: その瞳の奥に Monster | レイモンド・グリーン | 兼製作総指揮 |

### テレビ
| 放送年    | 邦題 原題                 | 役名       | 備考         |
| --------- | ------------------------- | ---------- | ------------ |
| 2016–2017 | ゲットダウン The Get Down | ナレーター | 兼製作総指揮 |